# Рейтингове агентство «ІВІ—Рейтинг»
Рейтингове агентство IBI-Rating (АйБіАй-Рейтинг) — рейтингове агентство України, одне з уповноважених рейтингових агентств України.
Також агентство надає консалтингові послуги, проводить рейтингову оцінку корпоративного управління, надійності банківських депозитів, фінансової стійкості страхових компаній, інвестиційної привабливості проектів, регіонів, міст, проводить рейтингову оцінку надійності будівництва, а також робить аналітичні дослідження галузей і секторів економіки.

## Історія рейтингового агентства
Рейтингове агентство IBI-Rating було засноване 7 лютого 2005 року. 12 квітня 2010 року за рішенням Національної комісії з цінних паперів та фондового ринку IBI-Rating отримало статус уповноваженого рейтингового агентства. Отримання статусу уповноваженого дозволило застосовувати кредитні рейтинги, визначені IBI-Rating, у регуляторних цілях. За два наступних роки (з 2010 до 2012) ринкова частка агенції (за кількістю клієнтів) зросла з 1 % до 35 %, таким чином IBI-Rating стало одним з провідних українських рейтингових агентств.

## Рейтингові послуги
Агентством розроблено методики для різних видів рейтингової оцінки.

### Кредитні рейтинги за Національною рейтинговою шкалою
Рейтингове агентство IBI-Rating визначає та підтримує кредитні рейтинги емітентів цінних паперів, окремих боргових інструментів, компаній, банків, страхових компаній та органів місцевого самоврядування. Рейтингова оцінка здійснюється за Національною рейтинговою шкалою, затвердженою Постановою Кабінету Міністрів України «Про затвердження Національної рейтингової шкали». Визначені кредитні рейтинги можуть бути як довгостроковими, так і короткостроковими. Їхнє використання в регуляторних цілях передбачене, зокрема, Законом України «Про державне регулювання ринку цінних паперів України», Законом України «Про страхування», Законом України «Про недержавне пенсійне забезпечення», Постановою КМУ «Про затвердження порядку здійснення місцевих запозичень» та рядом інших нормативних документів.

### Рейтинги за шкалою IBI-Rating
Методології рейтингової оцінки, розроблені агентством, встановлюють послідовність і принципи визначення чи оновлення рейтингової оцінки за шкалою IBI-Rating.

#### Рейтинг надійності банківських вкладів
Думка агентства щодо спроможності банківської установи своєчасно і в повному обсязі виконувати зобов'язання за депозитними договорами.
Рейтингова шкала надійності банківських вкладів: від «6» до «1».

#### Рейтинг фінансової стійкості страхової компанії
Думка агентства щодо спроможності страхової компанії своєчасно і в повному обсязі виконувати зобов'язання за договорами страхування і накопичувальними договорами страхування життя.
Рейтингова шкала фінансової стійкості страхової компанії від uaAAAifr до uaCifr.

#### Рейтинг інвестиційної привабливості
Думка агентства щодо рівня ризику, пов'язаного з вкладанням коштів в інвестиційні проекти галузей економіки, регіонів, муніципалітетів і суб'єктів господарювання.
Рейтингова шкала інвестиційної привабливості: від invAAA до invC.

#### Рейтинг корпоративного управління
Думка агентства щодо спроможності компанії дотримуватися загальноприйнятих норм корпоративного управління, притаманних тому чи іншому напряму бізнесу, норм законодавства, забезпечувати ефективність роботи та контроль менеджменту, дотримуватись принципів розкриття інформації, а також діяльності менеджменту в інтересах власників бізнесу.
Рейтингова шкала корпоративного управління: від Acr до Ecr.

#### Рейтинг надійності житлових комплексів
Рейтинг надійності житлових комплексів розроблено і впроваджено рейтинговим агентством IBI-Rating спільно з Конфедерацією забудовників України з метою підвищення довіри інвесторів до будівельної галузі та її інвестиційної привабливості на міжнародній арені. Основним завданням рейтингування є надання потенційним покупцям нерухомості незалежного орієнтиру для інвесторів при виборі того чи іншого проекту, що дозволить відокремити будівельні проекти надійних забудовників від тих, що мають ознаки недобросовісних.
Рейтингова шкала надійності житлових комплексів: I рівень, II рівень, III рівень.

## Аналітичні дослідження

### Дослідження інформаційної відкритості банків України
З метою оцінки прозорості діяльності банківської системи України та факторів, що впливають на неї, департаментом рейтингів та методології IBI-Rating було розроблено методологію та впроваджено в січні 2013 року проект «Рейтинг відкритості банків у розрізі груп згідно з класифікацією НБУ». Дослідження рівня відкритості проводиться кожні півроку. Об'єктом дослідження є вся інформація, яку банки надають у відкритому доступі на своїх сайтах, на сайтах загальнодоступних інформаційних ресурсів, таких як АРІФРУ та інші. Також при аналізі використовується інформація, яка має безпосереднє відношення до діяльності банку і дозволяє повно і об'єктивно її оцінити, при цьому публікується в інших джерелах, прийнятих аналітиками агентства за достовірні.

### Дослідження ринків
Агентство на постійній основі проводить аналітичні дослідження галузей, секторів, сегментів економіки, проводить аналіз галузевих ризиків, оцінку якості кредитних портфелів банків, оцінку кредитної діяльності, аналіз контрагентів, потенційних позичальників, дебіторів та ін.